# Finlandia en los Juegos Paralímpicos de Heidelberg 1972
Finlandia estuvo representada en los Juegos Paralímpicos de Heidelberg 1972 por un total de 24 deportistas, 20 hombres y cuatro mujeres.

## Medallistas
El equipo paralímpico finlandés obtuvo las siguientes medallas:
| Nombre         | Deporte  | Evento                    |
| -------------- | -------- | ------------------------- |
| Oro            |          |                           |
| —              |          |                           |
| Plata          |          |                           |
| Matti Launonen | Natación | 25 m espalda 1A masculino |
| Risto Liuska   | Natación | 25 m braza 2 masculino    |
| Bronce         |          |                           |
| Risto Liuska   | Natación | 25 m espalda 2 masculino  |